# Nybotjärnen (Alfta socken, Hälsingland, vid Nybovallen)
Nybotjärnen är en sjö i Ovanåkers kommun i Hälsingland och ingår i Ljusnans huvudavrinningsområde. Sjön har en area på 0,0674 kvadratkilometer och ligger 247 meter över havet.

## Delavrinningsområde
Nybotjärnen ingår i det delavrinningsområde (681678-151971) som SMHI kallar för Utloppet av Galvsjön. Medelhöjden är 238 meter över havet och ytan är 43,88 kvadratkilometer. Räknas de 43 avrinningsområdena uppströms in blir den ackumulerade arean 418,83 kvadratkilometer. Rösteån (Vinnfarsån) som avvattnar avrinningsområdet har biflödesordning 2, vilket innebär att vattnet flödar genom totalt 2 vattendrag innan det når havet efter 66 kilometer. Avrinningsområdet består mestadels av skog (66 procent). Avrinningsområdet har 9,12 kvadratkilometer vattenytor vilket ger det en sjöprocent på 20,8 procent.